# Partit Agrari Rus
El Partit Agrari Rus (en rus Аграрная Партия России, Agrarnaya Partiya Rossii; APR) va ser un partit polític agrari de Rússia. Fundat el febrer de 1993, va ser un dels primers partits de la Federació Russa.

## Història
L'APR va ser fundat el 26 de febrer de 1993 pel cap de la República d'Altai, Mikhail Lapshin, i pel governador de la regió de Tula i antic membre del Comitè Estatal de l'Estat d'Emergència de la Unió Soviètica, Vasily Starodubtsev. Durant la seva primera etapa, el partit reivindicava el socialisme agrari i el col·lectivisme, aliant-se habitualment amb el Partit Comunista de la Federació Russa, els quals van donar suport al membre del partit Ivan Rybkin per a la Presidència de la Duma entre el 1994 i el 1996. Així, a les primeres eleccions de 1993 obtindrien 37 escons a la Duma Estatal, quedant en quarta posició en nombre de diputats. Malgrat aquesta primera victòria, a les eleccions de 1995 no van superar el llindar del 5%, aconseguint d'altra manera vint diputats per mètode uninominal, formant grup propi amb diputats delegats pel PCFR. L'aliança amb els comunistes va continuar amb el suport del Partit al candidat Guennadi Ziugànov per a les presidencials de 1996, que resultaria derrotat per segona volta davant de Boris Ieltsin.
Amb les complicades perspectives de futur, per a les eleccions legislatives de 1999 l'APR va decidir presentar-se a les llistes del conservador Pàtria - Tota Rússia, acabant amb l'aliança amb els comunistes, el que va provocar l'oposició del sector d'esquerres encapçalat per Nikolai Kharitonov, decidint presentar-se a les llistes del PCFR. Entre les dues faccions aconseguirien així 16 diputats (9 a l'OBP, 5 al PCFR i 2 uninominals), que suposava un nou descens en la seva representació.
Amb el gir ideològic i estratègic de la direcció, les tensions internes i evident decadència en influència i implantació territorial, el Partit, que tornaria a presentar-se en solitari a les eleccions de 2003, obtindria els seus pitjors resultats fins llavors amb només dos diputats per mètode uninominal, el progressista Nikolai Kharitonov i el conservador Vladimir Plotnikov. El primer esdevindrà candidat del PCFR per a les eleccions presidencials de 2004, malgrat el Partit recolzà Putin, i Plotnikov serà escollit nou President de l'APR, consolidant el gir de dretes de l'organització, abandonant el socialisme agrari i explicitant l'aliança política amb Rússia Unida.
Al 2008, després de perdre tota representació a la Duma, la direcció va anunciar finalment la dissolució del partit, fent una crida als seus membres i partidaris a unir-se a Rússia Unida, fent-se efectiu en el Congrés de Rússia Unida del 20 de novembre. Malgrat la maniobra liquidacionista, el 13 de maig de 2012 es van reunir antics militants agraristes per refundar el partit, liderats per l'exdiputat Vasily Krylov, amb l'objectiu de recuperar l'esperit progressista i d'esquerres inicial de l'APR. Pocs dies després, el 18 de maig, se celebraria un Congrés alternatiu impulsat pels conservadors, als quals el Ministeri de Justicia donaria la legitimitat, forçant als crítics a anomenar-se "Renaixement de la Rússia Agrària", partit que seria liquidat pel Tribunal Suprem després de la mort de Krylov al 2020. El nou Partit Agrari, amb una activitat molt limitada, també seria liquidat al 2019 per participació electoral insuficient durant 7 anys.

## Resultats electorals

### Eleccions presidencials
| 1996 | Suport a Gennadi Ziugànov           | 24,211,686                          | 32.03                               | 30,102,288                          | 40.31                               | Derrota                             |                                     |                                     |
| 2000 | Suport a Vladímir Putin             | 39,740,434                          | 52.94                               |                                     |                                     | Electe                              |                                     |                                     |
| 2004 | Suport a Vladímir Putin             | 49,565,238                          | 71.31                               |                                     |                                     | Electe                              |                                     |                                     |
| 2008 | Suport a Dmitry Medvedev            | 52,530,712                          | 70.28                               |                                     |                                     | Electe                              |                                     |                                     |
| 2012 | Partit dissolt dins de Rússia Unida | Partit dissolt dins de Rússia Unida | Partit dissolt dins de Rússia Unida | Partit dissolt dins de Rússia Unida | Partit dissolt dins de Rússia Unida | Partit dissolt dins de Rússia Unida | Partit dissolt dins de Rússia Unida | Partit dissolt dins de Rússia Unida |
| 2018 | Suport a Vladímir Putin             | 56,430,712                          | 76.69                               |                                     |                                     | Electe                              |                                     |                                     |

### Eleccions legislatives
| Any  | Líder                               | Resultats                           | Resultats                           | Resultats                           | Resultats                           | Pos.                                |
| Any  | Líder                               | Vots                                | %                                   | Escons                              | +/–                                 | Pos.                                |
| ---- | ----------------------------------- | ----------------------------------- | ----------------------------------- | ----------------------------------- | ----------------------------------- | ----------------------------------- |
| 1993 | Mikhail Lapshin                     | 4,292,518                           | 7.99                                | 37 / 450                            | Nou                                 | 4t                                  |
| 1995 | Mikhail Lapshin                     | 2,613,127                           | 3.78                                | 20 / 450                            | 17                                  | 5è                                  |
| 1999 | Mikhail Lapshin                     | Dins l'OBP i PCFR                   | Dins l'OBP i PCFR                   | 16 / 450                            | 4                                   | 7è                                  |
| 2003 | Mikhail Lapshin                     | 2,205,704                           | 3.63                                | 2 / 450                             | 9                                   | = 7è                                |
| 2007 | Vladimir Plotnikov                  | 1,600,234                           | 2.30                                | 0 / 450                             | 2                                   | 5è                                  |
| 2011 | Partit dissolt dins de Rússia Unida | Partit dissolt dins de Rússia Unida | Partit dissolt dins de Rússia Unida | Partit dissolt dins de Rússia Unida | Partit dissolt dins de Rússia Unida | Partit dissolt dins de Rússia Unida |
| 2016 | Olga Bashmachnikova                 | No hi participen                    | No hi participen                    | No hi participen                    | No hi participen                    | No hi participen                    |